# Lotta Lotass
Lotta Lotass (n. Borgsheden, 28 de Fevereiro de 1964) é uma escritora e ensaísta sueca.

## Academia Sueca
Lotta Lotass ocupou a cadeira 1 da Academia Sueca, desde 2009 até 2018.

## Obras
- Kallkällan (2000) [1]
- Tredje flykthastigheten (2004) [1]
- Min röst skall nu komma från en annan plats i rummet (2006) [1]
- Den vita jorden (2007) [1]
- Den röda himlen (2008) [1]
- Den svarta solen (2009) [1]

## Prémios
- Prémio Eyvind Johnson (2004) [1]
- Prémio do Romance da Sveriges Radio (2005) [1]
- Prémio Stina Aronson (2009) [1]
- Prémio Selma Lagerlöf (2014)